# Ernst von Feuchtersleben

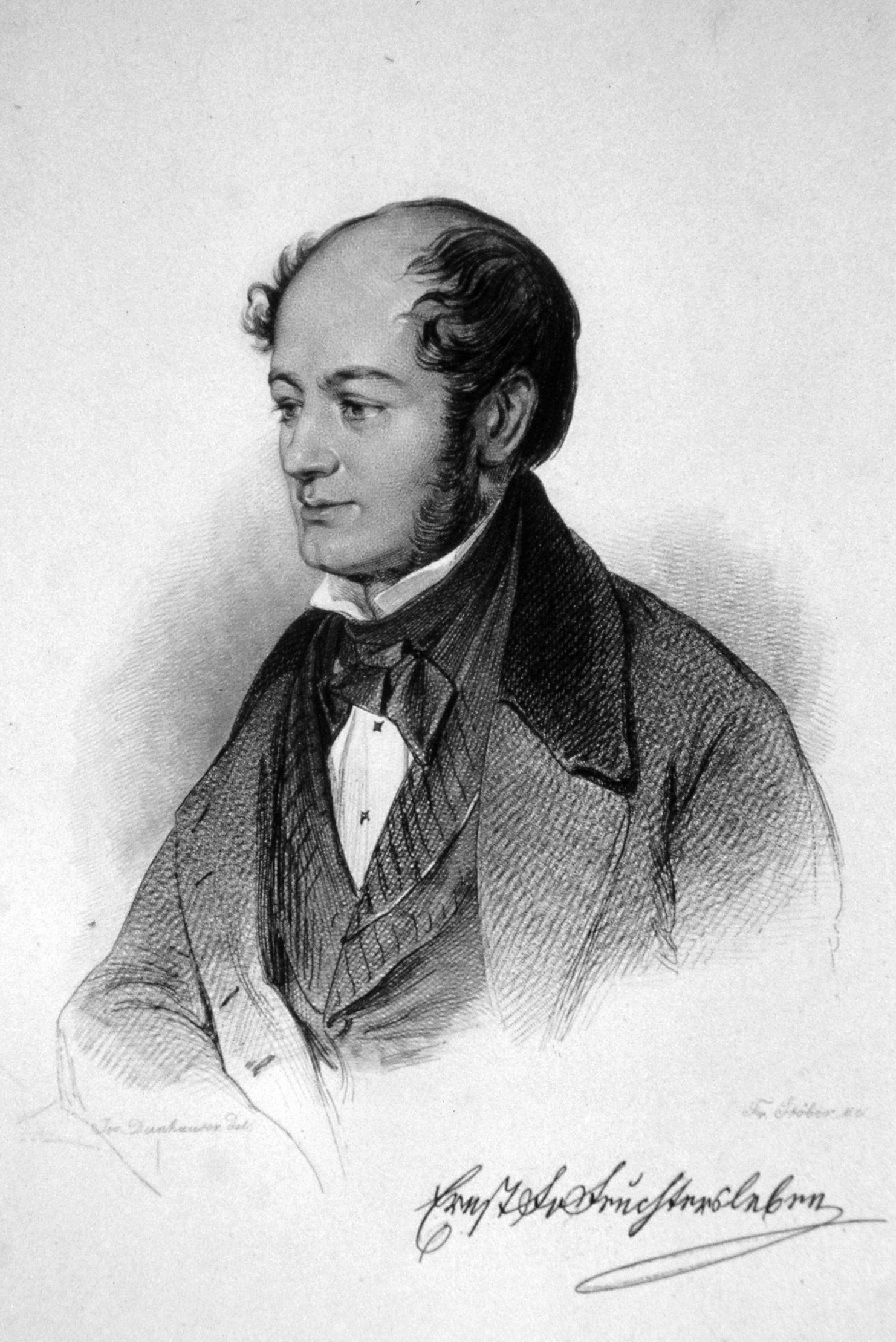
Ernst von Feuchtersleben, Porträtstich von Franz Xaver Stöber nach Josef Danhauser

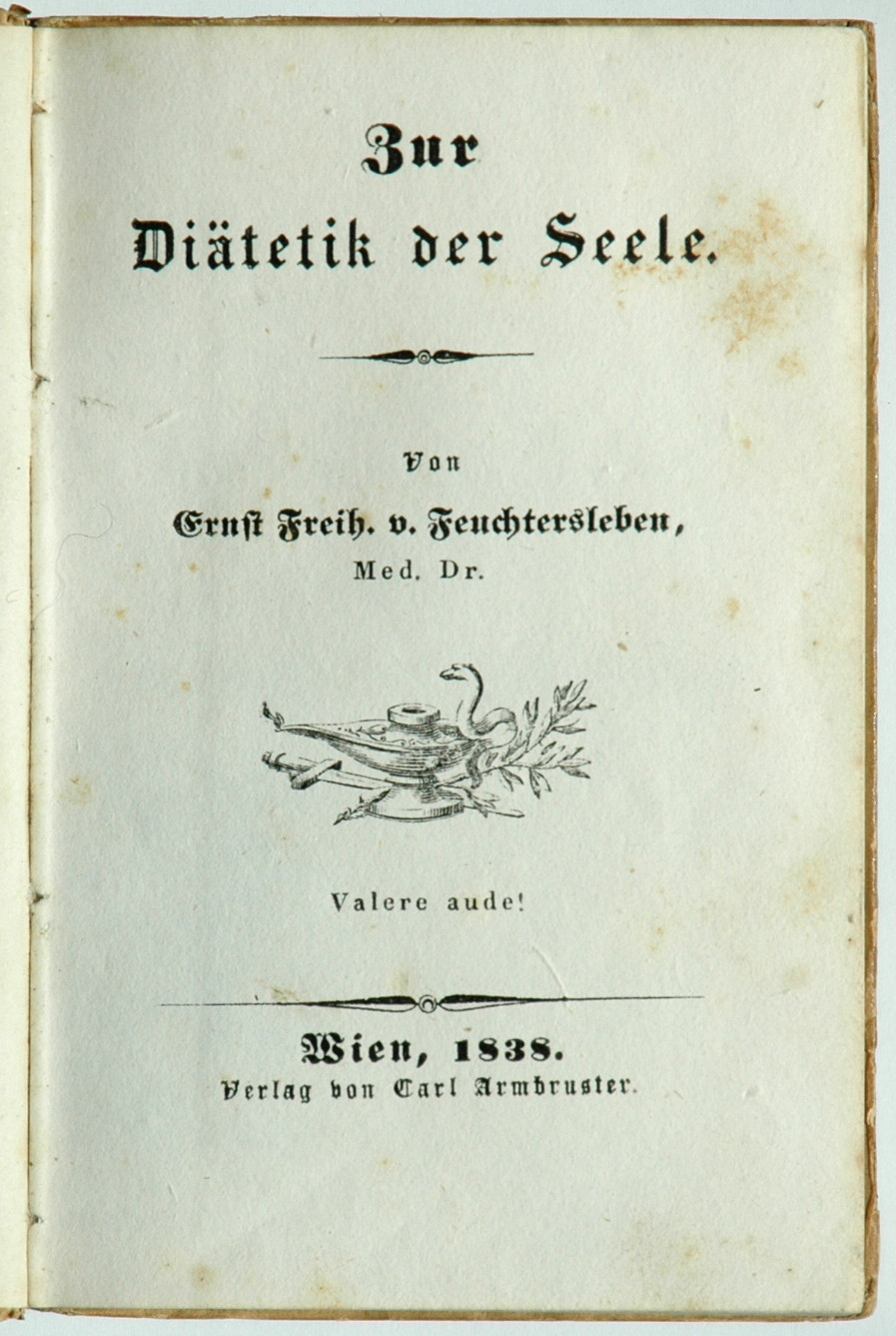
Titelblatt der Erstausgabe

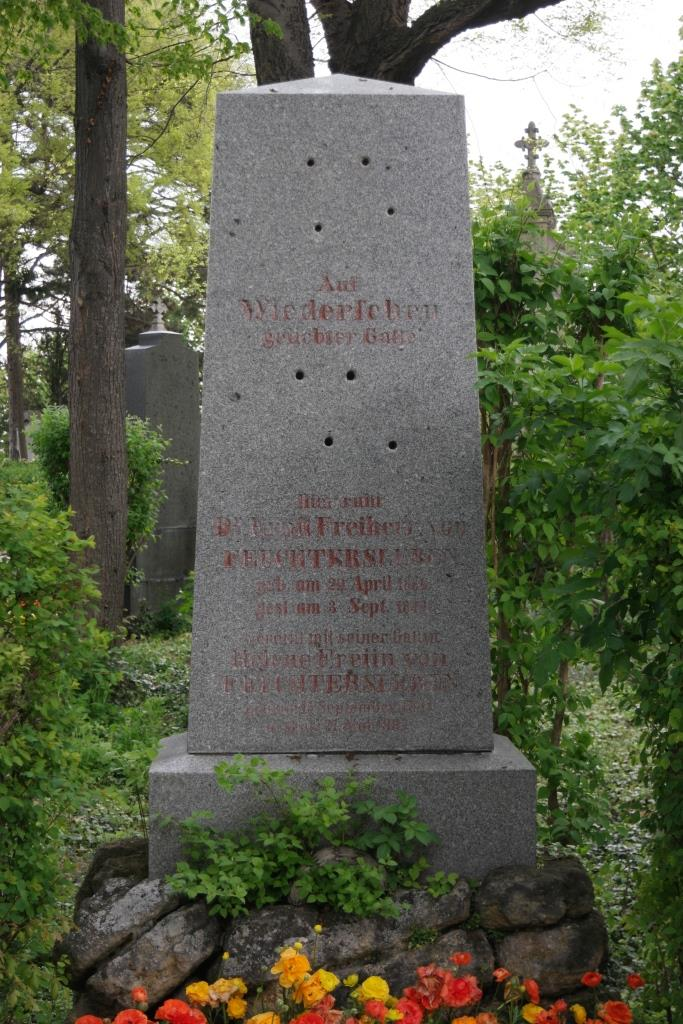
Grab von Ernst von Feuchtersleben auf dem Wiener Zentralfriedhof

Ernst Maria Johann Karl Freiherr von Feuchtersleben (* 29. April 1806 in Wien; † 3. September 1849 ebenda) war ein österreichischer Arzt, Lyriker und Essayist. Gelegentlich wurde fälschlicherweise behauptet, Feuchtersleben hätte den Begriff der „Psychose“ in der medizinischen Literatur eingeführt. Tatsächlich wird in der Fachliteratur zur Psychiatriegeschichte schon lange darauf hingewiesen, dass der Begriff von Canstatt geprägt wurde.

## Herkunft
Die Familie Feuchtersleben war eine thüringische Adelsfamilie. Der Großvater von Ernst Freiherr von Feuchtersleben, der sachsen-hildburghausenischer Artillerieoffizier, Oberlandbaudirektor und Kammerrat Christoph Erdmann Feuchter (1726–1796) (verheiratet mit Sophie Schott von Schottenstein) erhielt im Jahr 1765 den Reichsadel als von Feuchtersleben.
Die Familie hatte vormals in Hildburghausen ihren Wohnsitz.
Seine Eltern waren der österreichische Hofrat Ernst von Feuchtersleben (1765–1834) und dessen zweite Ehefrau Cäcilia von Feuchtersleben, geborene von Clusolis († 1807), eine Tochter des Kassierers bei der Staatsschuldenkasse, Johann Christoph de Clusolis. Es war bereits die zweite Ehe seines Vaters, dieser war zuvor mit Josepha Soliman (1772–1801), Tochter von Angelo Soliman († 1796), verheiratet. Sein Halbbruder aus dieser Ehe war der Bergbauingenieur und Literat Eduard von Feuchtersleben (1798–1857). Der Feldmarschalleutnant Freiherr Wilhelm von Feuchtersleben (1768–1844) war sein Onkel.

## Leben
Ernst von Feuchtersleben erhielt seine Ausbildung auf der Theresianischen Akademie in Wien, der er von 1813 bis 1825 angehörte. Er studierte seit 1825 an der Universität Wien Medizin, wurde 1834 promoviert und eröffnete später eine Privatpraxis in der Wiener Vorstadt. Er verkehrte in den intellektuellen Zirkeln der Stadt und pflegte unter anderem Umgang mit Franz Grillparzer, Franz Schubert, Franz von Schober, Johann Mayrhofer, Romeo Seligmann, Adalbert Stifter und Friedrich Hebbel.
Feuchtersleben veröffentlichte Gedichte (1836) sowie zahlreiche literarische, ästhetische und kritische Aufsätze für Journale und Almanache. 1838 erschien seine weitbeachtete Schrift Zur Diätetik der Seele, ein Lebenshilfebuch zur Erlangung sittlicher Gesundheit, das auch die Bedeutung eines ausgewogenen Seelenlebens für die Gesundheit schildert und zum bürgerlichen Hausbuch und Bestseller des 19. Jahrhunderts avancierte. Seit 1840 Sekretär der Gesellschaft der Ärzte, habilitierte er sich 1842 und wurde 1844 Professor der Psychiatrie an der Universität Wien. Seine Vorlesungen über medizinische Psychologie brachte er 1845 unter dem Titel Lehrbuch der ärztlichen Seelenkunde heraus, ein Grundwerk der medizinischen Psychologie und Psychiatrie, das mehrfach in andere Sprachen übersetzt wurde. Literaturgeschichtlich bedeutsam sind auch seine Aphorismen.
Als Liberaler begrüßte Feuchtersleben begeistert die Wiener Märzrevolution 1848, doch ging er wie viele gemäßigte Konstitutionalisten seiner Generation bald auf Distanz zur Radikalisierung der Revolutionsereignisse und -forderungen.
Er ruht in einem Ehrengrab auf dem Wiener Zentralfriedhof (Gruppe 14 A, Nummer 17). Im Jahr 1889 wurde in Wien-Favoriten (10. Bezirk) die Feuchterslebengasse nach ihm benannt.
Feuchtersleben heiratete 1834 in Wien Maria Magdalena (gen. Helene) Kalcher (1801–1882), eine Tochter des Franz Kalcher. Die kinderlos gebliebene Ehe war „beispiellos“ glücklich. Feuchtersleben schrieb in seinem Tagebuch: „Das Leben hat nur Interesse für mich durch die Pflicht und durch meine glückliche Ehe.“ Franz Grillparzer erinnerte sich, Helene habe ihrem Mann „ein in der Welt vielleicht einziges Eheglück“ gewährt.

## Werke
- Zur Diätetik der Seele. 1838; 40. Auflage 1874; Leipzig o. J. (1879).
- Gedichte. 1836; 4. Ausgabe 1846.
- Die Gewißheit und Würde der Heilkunst. Gerold, Wien 1839 (Digitalisat in der Google-Buchsuche); neue Ausgabe unter dem Titel: Ärzte und Publikum: Skizzen. Gerold, Wien 1848 (Digitalisat in der Google-Buchsuche).
- Beiträge zur Litteratur, Kunst- und Lebenstheorie. 1841.
- Lehrbuch der ärztlichen Seelenkunde. Wien 1845.
- Sämtliche Werke. Mit Ausschluss der rein medizinischen. Hrsg. von Friedrich Hebbel. 7 Bände. Wien 1851–53 (Digitalisate; darin auch die von Hebbel verfasste Biographie Feuchterslebens).